# Новоозерянка
Новоозерянка — селище в Україні, Коростенського району Житомирської області. Населення становить 518 осіб. До 1972 року відомий як Мирний. Входить до складу Олевської міської громади.
Промислове підприємство — Озерянський комбінат залізобетонних гідротехнічних конструкцій (Озерянський КЗБГК).

## Історія
26 січня 2024 року, відповідно до Закону України «Про порядок вирішення окремих питань адміністративно-територіального устрою України» від 28 липня 2023 року, віднесене до категорії селищ.